# 아스트로봇
《아스트로봇》은 팀 아소비가 개발하고 소니 인터랙티브 엔터테인먼트가 배급한 플랫폼 게임이다. 2020년 게임 《아스트로의 플레이룸》의 후속작으로 《아스트로봇》 시리즈 세 번째 작품이다. 플레이스테이션 5로 제작돼 2024년 9월 6일 발매됐다.
플레이어는 주인공 아스트로봇을 듀얼센스 컨트롤러로 조종하며 선택한 난이도로 레벨을 돌파하는 것이 목표이다. 레벨마다 구출가능한 봇이 존재하며 이들 다수는 소니 플레이스테이션 게임들을 포함한 다양한 작품들의 카메오가 등장하는 것이 특징이다.
발매 당시 《아스트로봇》은 전폭적인 호평을 받았다.

## 게임플레이
아스트로 봇은 플레이어가 듀얼센스 컨트롤러를 사용해 작은 로봇 아스트로를 조종하는 3D 플랫포머이다. 아스트로의 움직임은 아스트로 봇: 레스큐 미션과 아스트로 플레이룸의 이전 버전과 동일하며, 점프, 호버, 펀치, 스핀 공격 능력을 유지한다(물속에서 수영하는 능력은 이전에 아스트로 플레이룸에서 없었던 아스트로 봇: 레스큐 미션에서 다시 등장한다).

### 레벨
기본 게임은 여섯 개의 은하와 60개의 행성에 걸쳐 90개의 레벨로 나뉜다. 각 레벨은 쉬움, 보통, 어려움의 세 가지 난이도 설정 중 하나에 속한다. 주요 스토리 레벨(‘장난스러운 스테이지’라고 불림)은 주로 쉬움 및 보통 난이도에 속하며, 선택적 챌린지 스테이지(‘복잡한 스테이지’라고 불림)는 주로 어려움 난이도에 속한다. 각 레벨에는 난이도 표시기도 포함되어 있으며, 레벨에 들어가기 전에 강조된다. 장난스러운 스테이지와 복잡한 스테이지는 모두 게임 출시 후 다운로드 가능 콘텐츠(DLC) 형태로 제공될 예정이다. 은하와 레벨 사이를 이동하는 것은 플레이스테이션 5 듀얼센스 컨트롤러 모양의 우주선인 "듀얼 스피더"를 통해 이루어진다. 듀얼 스피더는 아날로그 트리거를 누르고 듀얼센스를 물리적으로 기울여 조작한다. 또한 레벨 선택 화면에서 자유롭게 움직일 수 있으며, 다가오는 소행성과 충돌하여 게임의 일부 선택적 스테이지를 잠금 해제하고 일부 퍼즐 조각을 수집할 수 있다.
아스트로 봇: 레스큐 미션과 유사하게, 모든 레벨에는 아스트로가 구출해야 할 정해진 수의 봇이 포함되어 있으며, 주요 플랫폼 레벨에서는 7개의 봇, 보스전 및 챌린지 레벨에서는 1개 또는 2개의 봇이 있다. 각 세계는 또한 플레이어가 다음 단계로 진행하기 전에 특정 수의 봇을 수집하도록 요구한다. 총 327개의 봇을 구출하고 모집할 수 있다: 기본 게임에서 301개, 무료 DLC를 통해 22개, 그리고 무료 플레이 전작 아스트로 플레이룸의 미션을 통해 4개를 얻을 수 있다. 레스큐 미션과는 달리, "VIP 봇"(시각적 외형과 행동에서 다양한 플레이스테이션 캐릭터를 참조하는 수집 가능한 봇)도 구출하고 모집할 수 있다. 150개 이상의 독특한 VIP 봇이 있으며, 무료 DLC 레벨과 함께 더 많은 봇이 포함될 것으로 예상된다. 플레이스테이션 역사상 "심층적인" 봇 캐릭터 중 다수가 게임의 챌린지 레벨에서 구출할 수 있다. 각 VIP 봇의 모습은 소니 인터랙티브 엔터테인먼트 프랜차이즈와 액티비전, 아크 시스템 웍스, Argonaut Software, 아틀러스, 반다이 남코 엔터테인먼트, BlueTwelve Studio, 캡콤, 크리스털 다이내믹스, Ember Lab, 코에이 테크모, 코나미, 메디아토닉, 오드월드 이너비턴츠, Polyarc, SHIFT UP Corperation, 세가, THA LTD, 팀17, 유비소프트, 그리고 영 호시스와 같은 타사 소유 프랜차이즈에서 유래한다.
게임의 레벨 중 다섯 개는 고전 플레이스테이션 프랜차이즈를 기반으로 하며, 각각 이전 플레이스테이션 콘솔을 나타낸다. 즉, 삐뽀사루 겟츄 (플레이스테이션), 갓 오브 워 (플레이스테이션 2), 언차티드 (플레이스테이션 3), 로코로코 (플레이스테이션 포터블), 그리고 호라이즌 (플레이스테이션 4)이다. 이 레벨들은 플레이어가 이 플레이스테이션 프랜차이즈의 영웅들의 능력을 활용할 수 있게 한다. 예를 들어, 스파이크의 몽키 넷은 삐뽀사루 겟츄 테마 레벨의 전면에 있고, 크라토스의 레비아탄 도끼는 갓 오브 워 테마 레벨에 있다.

### 능력과 조작
아스트로는 15가지 새로운 능력을 사용할 수 있으며, 이 능력들은 아스트로에 부착되어 이동 및 전투 능력을 향상시킨다. 이러한 새로운 능력 중 일부에는 불독 부스터인 바크스터(아스트로에게 적과 지형을 통해 공중 돌진하는 능력 부여), 트윈 개구리 장갑(아스트로가 원거리에서 적을 펀치하고 빨간색으로 칠해진 표면에서 휘두르거나 슬링샷으로 이동), 그리고 원숭이 핸디-D(아스트로가 바나나 모양의 클라이밍 홀드를 타고 오르거나, 적에게 돌을 던지거나, 땅을 내려칠 수 있게 함)가 포함된다. 각 은하계의 끝에 나타나는 보스전은 이러한 능력의 도움으로 진행된다.
이 게임은 접근성 설정을 제공하며, 여기에는 플레이어가 단일 아날로그 스틱으로 게임을 플레이할 수 있는 옵션(카메라 조작은 단일 버튼 누름으로 대체), 플레이스테이션 액세스 컨트롤러 지원, 자이로 조작, 햅틱 피드백, 적응형 트리거 비활성화 옵션이 포함된다. 또한 파랑새 도우미를 구입할 수 있으며, 이는 플레이어가 레벨을 처음 시도했을 때 놓쳤을 수 있는 봇이나 퍼즐 조각을 찾는 데 도움이 된다. 파랑새 도우미는 각 레벨 시작 시 이용 가능하며, 레벨의 두 번째 시도부터 이용할 수 있다.

### 허브 월드
수집된 모든 봇은 "추락 지점(Crash Site)"이라는 중앙 허브 월드에서 보고 상호작용할 수 있다. 많은 VIP 봇은 아스트로가 펀치할 때 특별한 행동을 취하는데, 예를 들어 라쳇 & 클랭크의 라쳇을 기반으로 한 봇은 모든 볼트를 떨어뜨리고 다시 주워 담으려 애쓴다. 추락 지점에는 숨겨진 퍼즐 조각, 봇, 비밀 동반자도 포함되어 있으며, 이들 중 상당수는 특정 수의 구출된 봇의 도움이 필요하다. 게임 전반에 걸쳐 퍼즐 조각을 수집하면 가차 연구소(아스트로가 코인을 사용하여 VIP 봇이 상호작용할 수 있는 수집품과 특별 아이템을 잠금 해제할 수 있는 곳), 듀얼 스피더 차고 및 아스트로의 의상 컬렉션(아스트로가 스피더를 다시 칠하거나 의상을 변경할 수 있는 곳), 그리고 사파리 공원(아스트로가 다양한 로봇 동물과 보고 상호작용하며, 사진 모드를 잠금 해제할 수 있는 곳)이 잠금 해제된다.
모든 퍼즐 조각과 300개의 봇을 수집하면 "위대한 마스터 챌린지(Great Master Challenge)"라는 최종 레벨에 접근할 수 있다. 이 레벨은 매우 어려우며 추락 지점에서만 접근할 수 있다. 이 레벨을 완료하면 플레이어에게 파라파 더 래퍼의 찹찹 마스터 어니언을 기반으로 한 VIP 봇과 함께 "추억 의상"이라는 8비트 아스트로 의상, 그리고 오리지널 플레이스테이션 컨트롤러를 기반으로 한 듀얼 스피더 스킨이 보상으로 제공된다.

## 줄거리
플레이스테이션 5 콘솔을 닮은 우주선과 그의 봇 크루를 이끄는 로봇 함장 아스트로가 우주를 탐사하던 중, 스페이스 불리 네뷸락스라는 녹색 외계인이 그들을 공격하여 우주선의 CPU를 뜯어낸다. 의식을 잃은 아스트로와 우주선은 사막 행성에 추락하고, 그의 크루와 우주선의 핵심 시스템은 우주 곳곳에 흩어진다.
아스트로는 듀얼센스 컨트롤러를 닮은 작은 우주선인 듀얼 스피더에 의해 되살아나고, 그들은 함께 위성을 재활성화하고 은하계를 탐사하여 크루를 구출하고 우주선을 재건하기 시작한다. 크루는 아스트로가 네뷸락스의 미니언들에게 접근하도록 돕고, 아스트로는 그들을 물리치고 우주선 부품들을 회수한다. 고릴라 마이티 츄이로부터 시스템 메모리를, 문어 와코 타코로부터 솔리드 스테이트 드라이브를, 뱀 레이디 베노마라로부터 그래픽 처리 장치를, 카멜레온 메카 레온으로부터 냉각 팬을, 그리고 새 팔콘 맥플라이로부터 우주선 덮개를 회수한다. 그 과정에서 그는 VIP 봇(다른 게임의 게스트 캐릭터)들을 구출하고 삐뽀사루 겟츄, 갓 오브 워, 언차티드, 로코로코, 그리고 호라이즌을 기반으로 한 행성들을 탐사한다.
CPU를 제외한 모든 부품이 회수되자, 아스트로와 그의 크루는 구형 플레이스테이션 하드웨어를 기반으로 한 우주선에 탑승하여 "플레이스쿼드론"을 형성하고, 게임 내내 무력한 CPU를 괴롭히던 네뷸락스와 싸우기 위해 나선다. 아스트로는 CPU를 회수하지만, 그와 그의 크루가 네뷸락스가 붙어 있는 우주선을 폭파시켜 그를 물리치자, 블랙홀이 생성되어 네뷸락스를 빨아들이기 시작한다. 네뷸락스는 아스트로를 붙잡고 함께 끌고 가려 하지만, 크루는 아스트로를 붙잡고 그를 다시 끌어당기려 한다. 크루가 자신을 희생하는 것을 거부한 아스트로는 그들을 놓아주고 블랙홀 속으로 떨어져 초신성으로 폭발한다.
크루는 아스트로를 애도하고 슬픈 엔딩 크레딧이 흐르기 시작하지만, 부서진 아스트로가 우주선으로 다시 떨어지면서 중단된다. 크루의 여러 봇들은 교체 부품을 찾아 우주선의 수리 시스템이 그들의 함장을 재건하는 것을 돕고, 그는 다시 살아난다. 크루는 되살아난 아스트로와 함께 축하하고, 아스트로는 다시 듀얼 스피더를 타고 떠나고 나서 다시 엔딩 크레딧이 흐르기 시작한다.
실제 엔딩 크레딧이 끝나자, 심하게 맞은 네뷸락스와 그의 미니언들이 우주를 떠다니는 모습이 보인다. 그들은 플레이어를 위협하지만, "THE END"라는 글자가 갑자기 나타나면서 날아간다.

## 개발
아스트로 봇의 개발은 아스트로 플레이룸이 완료된 직후 거의 즉시 시작되었으며, 약 60명으로 구성된 개발 팀이 약 3년 동안 진행했다. 이는 팀 아소비가 개발한 게임 중 가장 큰 규모라고 알려져 있다. 전작인 아스트로 봇: 레스큐 미션과 아스트로 플레이룸과는 달리, 아스트로 봇은 부제 없이 이름이 붙여졌다. 아스트로 봇의 크리에이티브 디렉터이자 프로듀서인 니콜라 두세는 이러한 결정이 아스트로 봇 시리즈의 새로운 시작을 의미하기 위함이라고 밝혔다.
에지 매거진과의 인터뷰에서 두세는 자신과 팀 아소비가 게임에 오픈 월드 구조를 부여하는 것을 고려했지만, 궁극적으로는 레벨 기반 구조에 더 집중하기로 결정했다고 밝혔다. 그는 이러한 결정의 이유가 "게임의 다양성을 가장 많이 통제할 수 있게 해주었기 때문"이라고 언급했다. 모든 기술 수준의 게이머가 게임에 접근할 수 있도록, 아스트로 봇의 각 레벨의 난이도는 신중하게 고려되었다. 메인 레벨은 비교적 쉽게 설계되어 누구나 기술 수준에 관계없이 게임을 클리어할 수 있게 했다. 반면에 선택적 레벨은 더 숙련된 게이머들을 만족시키기 위해 훨씬 더 어렵게 설계되었다.
플랫포밍과 함께, 각 레벨의 배경과 환경 세부 사항에 여러 가지 추가 사항이 포함되었다. 개선된 게임 엔진은 시각과 물리학 모두에서 상당한 개선을 가능하게 했으며, 70종 이상의 독특한 야생 동물(북극곰, 코끼리, 작은 곤충 등)이 포함되었다.
아스트로 봇은 플레이스테이션 VR2에서 플레이할 수 없다. 이전 팀 아소비 게임들(예: 아스트로 봇: 레스큐 미션 및 더 플레이룸 VR)은 플레이하려면 플레이스테이션 VR 액세서리가 필요했음에도 불구하고 말이다. 두세는 팀 아소비가 아스트로 플레이룸을 완성한 후 플레이스테이션 VR2 게임을 개발하는 것을 전혀 고려하지 않았으며, 대신 일반 대중에게 충분히 좋은 평가를 받으면 기술 데모의 대규모 버전을 개발하기로 선택했다고 밝혔다. 그는 VR과 비VR 모두에서 플레이 가능한 게임이 있지만, 이러한 디자인 철학은 아스트로 봇 게임에는 적용될 수 없다고 인정하며 "아스트로 같은 게임의 경우, VR 버전을 만들려면 해당 매체에 맞게 완전히 설계되어야 한다. 그리고 VR 버전이 아니라면, 해당 매체에 맞게 완전히 설계되어야 한다"고 말했다. 두세는 MinnMax와의 인터뷰에서 이 견해를 더욱 뒷받침하며, 아스트로 봇의 PSVR 2 버전을 개발하면 완전히 다른 게임이 될 것이라고 말했다. 그는 같은 인터뷰에서 게임 출시 후 수요가 높다면 PC 이식판도 가능성이 있다고 언급했다.

### 듀얼센스 기능
아스트로 봇은 게임 플레이에 듀얼센스 컨트롤러의 많은 기능을 구현하며, 특히 햅틱 피드백과 적응형 트리거를 활용한다. 듀얼센스의 기능을 최대한 활용하기 위해 팀 아소비는 컨트롤러에서 가능한 한 많은 기능을 이끌어내는 데 전적으로 전념하는 소규모 그룹을 구성했다. 두세는 이 기능들의 몇 가지 예를 언급했는데, 여기에는 적응형 트리거를 사용하여 스폰지에서 물을 짜내는 것을 저항 수준을 변경하여 시뮬레이션하고, 햅틱 피드백을 사용하여 표면의 특정 불규칙성을 느껴 숨겨진 비밀을 찾아내는 것이 포함되었다. 많은 기능이 먼저 개별적으로 개발된 다음, 가장 좋은 것들이 메인 게임에 통합된다(앞서 언급된 스폰지 능력도 그 예 중 하나이다).
아스트로의 각 능력 또한 듀얼센스 컨트롤러의 기능을 많이 활용한다. 두세는 아스트로 플레이룸과 아스트로 봇이 게임플레이에 듀얼센스 능력을 구현하는 방식의 차이점을 언급했는데, 전자는 플랫포밍과 능력을 다른 섹션으로 분리한 반면, 후자는 능력을 플랫포밍 게임플레이에 통합하는 것을 선택했다. 그는 또한 개발 중 플랫포밍에 대한 강조가 더 강했기 때문에 터치패드 관련 게임플레이 메커니즘은 훨씬 덜 자주 활용되었다고 언급했다. 이에 대한 이유는 두세에 따르면, 터치패드를 사용하면 플레이어가 점프 버튼에서 손가락을 떼야 하므로 게임 플레이 중 마찰이 발생하기 때문이었다.

### VIP 봇
두세는 여러 차례 주요 플레이스테이션 IP를 참조하는 VIP 봇의 중요성을 언급했다. 그와 팀 아소비는 아스트로 플레이룸에 등장했던 카메오 수를 "두 배로 늘리기로" 결정했다. 이러한 결정의 이유 중 하나는 아스트로 봇이 세대 간의 다리 역할을 할 수 있다는 점이었다. 특정 봇이 누구를 참조하는지 궁금해하는 아이는 이전에 해당 게임을 플레이했던 부모로부터 설명을 들을 수 있었다.
VIP 봇을 구현하는 데 따른 한 가지 과제는 팀이 이 오랜 캐릭터들을 어떻게 표현할 것인가였다. 이 봇들을 펀치하면 재미있는 반응을 보이고 각자의 게임에서 특정 부분을 참조하는데, 이는 아스트로 플레이룸에서 계승된 메커니즘이다. 두세는 이전 아스트로 게임에 존재했던 유머의 측면을 유지하면서 동시에 "우스꽝스럽고 재미있게" 다루는 캐릭터들의 유산에 대한 존중 사이의 균형이 중요하다고 언급했다. 샌타모니카 스튜디오 및 너티 독과 같은 다양한 플레이스테이션 스튜디오스 스튜디오들은 자신들의 캐릭터가 봇으로 표현된 것에 대해 긍정적으로 반응했다.
VIP 봇으로 인해 발생한 또 다른 과제는 플레이스테이션 및 타사 캐릭터와 참조의 수가 너무 많아 아스트로 자신의 정체성을 가릴 수 있다는 점이었다. 두세는 자신과 팀 아소비가 다가오는 게임에서 플레이스테이션 브랜딩을 전혀 구현하지 않고, 대신 아스트로가 "스스로 자립"하도록 허용하는 것을 고려했다고 말했다. 궁극적으로, 그와 팀 아소비는 이 결정에 반대했는데, 아스트로 플레이룸의 팬들이 플레이스테이션 참조를 즐겼다면 후속작에서 그것들을 완전히 없애는 것에 실망할 가능성이 있다고 추론했기 때문이다.
봇의 디자인은 항상 원본 자료와 완벽하게 일치하지는 않았으며, 두세는 특히 머리카락이 있는 캐릭터의 경우 종종 비닐로 대체되었다고 언급했다. 두세는 또한 봇에 있는 파란색 LED 눈이 디자인의 중요한 요소라고 말했다. 일부 봇은 원래 디자인이 눈에 크게 의존했기 때문에 LED 눈만으로는 정확하게 표현할 수 없었다. 이 문제를 해결하기 위해, 이 봇들에게는 전체 머리 마스크가 제공되어, 해부학적 구조를 크게 변경하지 않으면서 참조하는 캐릭터와 더 유사한 모양의 머리를 제공했다.
아스트로 봇에는 총 190개의 VIP 봇이 있다. 라쳇과 새크보이와 같은 소니 소유 프랜차이즈 외에도, 플레이스테이션 콘솔에서 주목할 만한 등장을 한 많은 타사 프랜차이즈의 캐릭터들도 VIP 봇으로 등장한다.

### 음악
이전에 아스트로 봇: 레스큐 미션과 아스트로 플레이룸의 음악을 작곡했던 케네스 C. M. 영이 아스트로 봇의 사운드트랙 작곡을 위해 다시 참여했다. 이는 그의 트위터 계정의 게시물을 통해 처음 확인되었다. 사운드트랙은 게임 출시와 함께 디지털 디럭스 에디션으로 감상할 수 있었으며, 2024년 10월 5일에는 스트리밍 서비스인 스포티파이와 애플 뮤직에서도 공개되었다. 영이 새로 작곡한 음악 외에도, 더 플레이룸 VR (2016), 아스트로 봇: 레스큐 미션 (2018), 그리고 아스트로 플레이룸 (2020)의 곡들이 게임의 여러 레벨에서 재사용되었다.
영은 VGC와의 인터뷰에서 작곡 과정에 대해 자세히 설명했다. 작곡가로서는 이례적으로 영은 개발 키트를 받아 게임의 초기 빌드에 접근하여 레벨 곡에 대한 영감을 얻을 수 있었다. 그는 이를 "특히 정확히 무엇이 필요한지 불분명한 레벨에서는 정말 중요했다"고 묘사했다.
아스트로 봇에는 그렉 에드먼슨의 언차티드 시리즈 테마, 베어 매크리리의 갓 오브 워 (2018) 및 갓 오브 워 라그나로크 (2022) 테마, 시미즈 노부유키와 아다치 켄메이의 로코로코 테마 (두 명은 크레딧에 미포함), 그리고 조리스 더 맨과 닐스 판 더 레스트의 호라이즌 시리즈 테마의 리믹스 버전도 포함되어 있다. 이 테마들은 각 프랜차이즈를 기반으로 한 레벨에서 사용된다. 선더 포스 V: 퍼펙트 시스템 (1998)의 "라이징 블루 라이트닝" 트랙(원래 츠쿠모 햐쿠타로가 작곡)도 "플레이스쿼드론 고!" 레벨에서 사용된다.

## 마케팅 및 출시
아스트로 봇은 2024년 5월 30일 소니의 스테이트 오브 플레이 라이브스트림 프레젠테이션에서 발표되었다. 게임의 출시 트레일러와 비하인드 스토리 비디오는 2024년 8월 30일 플레이스테이션 유튜브 채널에서 공개되었다. 이 게임은 2024년 9월 6일 플레이스테이션 5 독점으로 출시되었다.
에지 매거진 400호는 10가지 표지 변형을 선보였으며, 각 표지는 라쳇 & 클랭크 시리즈의 라쳇과 클랭크와 호라이즌 시리즈의 에일로이와 같은 다른 VIP 봇을 강조했다.
게임은 디지털 스탠다드 에디션, 물리적 스탠다드 에디션, 디지털 디럭스 에디션 세 가지 버전으로 구매할 수 있다. 각 버전은 게임을 예약 구매하면 보상을 제공한다. 디지털 스탠다드 버전에는 파라파 더 래퍼 캐릭터를 닮은 아스트로의 게임 내 의상, 다양한 VIP 봇이 특징인 듀얼 스피더 낙서 스킨, 그리고 두 가지 플레이스테이션 네트워크 아바타(하나는 아스트로, 다른 하나는 파라파를 참조하는 VIP 봇)가 포함된다. 디지털 디럭스 버전은 디지털 스탠다드 에디션의 모든 보상 외에도 두 가지 의상(하나는 황금 의상, 다른 하나는 블러드본의 야른함 헌터를 참조), 두 가지 컨트롤러 스킨(‘네온 드림’과 ‘챔피언스 골드’), 10가지 플레이스테이션 네트워크 아바타(아스트로와 다양한 VIP 봇의 더 많은 렌더링을 보여줌), 그리고 공식 사운드트랙 및 디지털 아트 갤러리 다운로드 코드를 추가한다.
아스트로 봇의 플레이 가능한 데모를 특징으로 하는 키오스크는 섬머 게임 페스트, EVO, 차이나조이, 그리고 PAX 웨스트에 전시되었다. 아스트로 봇은 도쿄 게임 쇼에도 전시되었는데, 앞서 언급된 플레이 가능한 데모 외에도 거대한 가차 기계 모형이 특징이었다. 이 기계를 사용한 모든 사람은 네 가지 아스트로 봇 테마 티셔츠 중 하나를 받았다.
듀얼 스피더를 모델로 한 듀얼센스 컨트롤러가 2024년 7월 29일에 발표되었다. 예약 판매는 8월 9일에 시작되었으며 컨트롤러 출시는 게임 출시와 동시에 이루어졌다.
아스트로는 레드불 광고와 펩시 아시아 지역의 다양한 병 라벨 등 여러 청량 음료 광고에 prominently 등장했다.
미국과 유럽에서만 독점적으로 2025년 3월 13일에 플레이스테이션 5 콘솔(스탠다드 및 디지털 전용)과 아스트로 봇 디지털 카피가 포함된 번들이 출시되었다.

### 아스트로 플레이룸과의 연계
아스트로 봇과 전작을 연결하기 위해, 아스트로 플레이룸은 2024년 6월 7일 무료 콘텐츠 업데이트를 받았다. 이 업데이트는 PS5 슬림 모델과 플레이스테이션 VR2 헤드셋, 플레이스테이션 포탈과 같은 다양한 플레이스테이션 5 액세서리에 해당하는 추가 유물을 가차 머신에 추가했다. 이 유물들은 플레이스테이션 라보 룸을 통해 접근할 수 있는 새로운 방에 저장될 수 있었다. 또한 아스트로 봇 출시까지 카운트다운을 표시하고 플레이어를 게임의 공식 스토어 페이지로 안내하는 새로운 "미션 룸"도 포함되었다.
또한, 각 세계마다 네 개의 새로운 봇을 구출할 수 있었다. 이 봇들은 블러드본의 레이디 마리아, 리터널의 셀레네, 그란 투리스모 시리즈의 레이서, 그리고 삐뽀사루 겟츄 시리즈의 피포 몽키를 참조한다. 플레이룸에서 수집된 각 봇은 아스트로 봇 앙상블로 전송될 수 있다.

### 다운로드 가능 콘텐츠
2024년 9월 스테이트 오브 플레이 행사에서 5개의 추가 스피드런 레벨이 무료 DLC로 발표되었다. 이 레벨들은 메인 캠페인을 완료한 후에만 잠금 해제되는 스텔라 스피드웨이 은하계를 통해 접근할 수 있다. 온라인 레벨은 2024년 10월 17일부터 2024년 11월 14일까지 매주 출시되었으며, 헬다이버즈 2의 쇼크 트루퍼와 스텔라 블레이드의 이브와 같은 캐릭터를 참조하는 추가 VIP 봇을 특징으로 했다.
크리스마스 테마 레벨(제목: 윈터 원더)이 2024년 12월 11일에 발표되었고 다음 날 출시되었다. 이 레벨에는 네 가지 듀얼 스피더 스킨, 네 가지 의상, 그리고 스파이더맨, 크록, 톰바 그리고 레이맨과 같은 캐릭터를 참조하는 일곱 VIP 봇을 포함한 다양한 수집품이 있었다.
2025년 2월 13일, 5개의 챌린지 레벨이 무료 DLC로 발표되었다. 스피드런 레벨과 마찬가지로, 이 레벨들은 전용 은하(비셔스 보이드)에서 찾을 수 있으며, 2025년 2월 13일부터 2025년 3월 13일까지 매주 출시되었다. 철권 시리즈의 미시마 헤이하치와 비욘드 굿 앤 이블의 제이드를 포함한 5개의 VIP 봇도 게임에 추가되었다. 또한, 게임은 PS5 프로를 위한 향상된 기능으로 업데이트되었다.
2025년 6월 4일, 스테이트 오브 플레이 행사에서 비셔스 보이드 은하에 5개의 챌린지 레벨을 추가하는 또 다른 무료 업데이트가 발표되었으며, 2025년 7월 10일에 출시될 예정이다. 이 레벨들에는 고스트 오브 요테이의 아츠와 같은 VIP 봇도 포함될 것이다. 플레이스테이션 블로그 게시물에서 두세는 모든 비셔스 보이드 레벨을 완료하면 "정말 멋진 것"을 잠금 해제할 수 있음을 암시했다.

## 평가

### 비평
아스트로 봇은 리뷰 애그리게이터 웹사이트인 메타크리틱에 따르면 비평가들로부터 "만장일치에 가까운 찬사"를 받았으며, 오픈크리틱에 따르면 99%의 비평가들이 이 게임을 추천했다. 이 게임은 메타크리틱과 오픈크리틱에서 2024년 최고 평점 게임으로 선정되었다. 일본에서는 패미통의 네 명의 비평가가 이 게임에 총 40점 만점에 36점을 주었으며, 각 비평가는 10점 만점에 9점을 주었다.
IGN의 사이먼 카디는 아스트로 봇을 테마파크나 윌리 웡카의 초콜릿 공장에 비유하며, "모든 코너와 이중 점프된 간격마다 새로운 스릴을 선사한다 [...] 실험과 즐거움의 유쾌한 혼합물"이라고 표현했다. 그는 또한 이 게임이 2020년의 아스트로 플레이룸 이후 듀얼센스의 햅틱 피드백과 적응형 트리거를 가장 잘 활용했다고 느끼며, "화면에서 일어나는 모든 것에 달콤하게 반응하며 컨트롤러 안에서 톡톡 튀고 쨍그랑거리는 팝핑 캔디가 몰래 들어온 것 같다"고 묘사했다.
게임스팟의 마크 딜레이니는 레벨 디자인을 칭찬하며, 플레이어가 메인 경로에서 벗어날 시점을 정확히 예측하고 그에 따라 비밀로 보상하는 능력을 높이 평가했다. 그는 이를 "마치 보낸 사람이 도착하기를 기다릴 수 없는 깜짝 선물 같다"고 표현했다. 딜레이니는 또한 아스트로의 다양한 능력이 게임 플레이를 향상시켰지만, 근본적인 조작감을 침해하지는 않았다고 썼다. 그러나 그는 아스트로의 수중 조작을 직관적이지 않다고 평했다.
아스트로 봇은 슈퍼 마리오 시리즈, 특히 슈퍼 마리오 선샤인, 슈퍼 마리오 Wii 갤럭시 어드벤처, 그리고 슈퍼 마리오 오디세이와 긍정적으로 비교되었다. 비평가들은 또한 메커니즘을 닌텐도의 다른 시리즈인 ARMS, 피크민, 스플래툰과 비교하기도 했다. 별의 커비와 슈퍼 스매시브라더스 시리즈의 제작자인 사쿠라이 마사히로는 이 게임을 트위터에서 칭찬했다.

### 판매
미국에서 아스트로 봇은 출시 주에 두 번째로 많이 팔린 소프트웨어였고, 영국에서는 라쳇 & 클랭크: 리프트 어파트의 데뷔보다 21% 더 높았다. 일본에서 이 게임은 출시 첫 주 동안 12,672장의 물리적 판매량을 기록하며 해당 주에 국내에서 두 번째로 많이 팔린 소매 게임이 되었다. 2024년 9월 30일까지 일본에서 34,902장의 물리적 판매량을 기록했고, 12월 8일까지는 47,392장을 기록했다.
2024년 11월 8일, 소니는 아스트로 봇이 11월 3일 기준으로 150만 장 이상 판매되었다고 밝혔다.
2025년 3월 현재 게임이 230만 장 판매되었다는 보고가 있다.

### 수상
2025년 4월 9일 현재, 아스트로 봇은 총 195개의 올해의 게임 노미네이션 및 수상으로 잇 테익스 투를 제치고 역사상 가장 많은 상을 받은 플랫포머 게임이 되었다.
| 연도 | 시상식                           | 부문                                                  | 결과      | Ref.            |
| ---- | -------------------------------- | ----------------------------------------------------- | --------- | --------------- |
| 2024 | 2024 골든 조이스틱 어워즈        | 최우수 시각 디자인                                    | 후보      | [ 89 ]          |
| 2024 | 2024 골든 조이스틱 어워즈        | 최우수 오디오 디자인                                  | 수상      | [ 89 ]          |
| 2024 | 2024 골든 조이스틱 어워즈        | 최우수 사운드트랙                                     | 후보      | [ 89 ]          |
| 2024 | 2024 골든 조이스틱 어워즈        | 올해의 스튜디오                                       | 수상      | [ 89 ]          |
| 2024 | 2024 골든 조이스틱 어워즈        | 올해의 콘솔 게임                                      | 후보      | [ 89 ]          |
| 2024 | 2024 골든 조이스틱 어워즈        | 올해의 궁극 게임                                      | 후보      | [ 89 ]          |
| 2024 | Equinox Latam Game Awards        | 올해의 게임                                           | 후보      | [ 90 ] [ 91 ]   |
| 2024 | Equinox Latam Game Awards        | 최우수 플레이스테이션 게임                            | 수상      | [ 90 ] [ 91 ]   |
| 2024 | Equinox Latam Game Awards        | 최우수 가족 게임                                      | 수상      | [ 90 ] [ 91 ]   |
| 2024 | Equinox Latam Game Awards        | 최우수 플랫포머                                       | 수상      | [ 90 ] [ 91 ]   |
| 2024 | Equinox Latam Game Awards        | 최우수 아트 디렉션                                    | 후보      | [ 90 ] [ 91 ]   |
| 2024 | Equinox Latam Game Awards        | 최우수 오디오 디자인                                  | 후보      | [ 90 ] [ 91 ]   |
| 2024 | 티타늄 어워즈                    | 올해의 게임                                           | 수상      | [ 92 ]          |
| 2024 | 티타늄 어워즈                    | 최우수 게임 디자인                                    | 후보      | [ 92 ]          |
| 2024 | 티타늄 어워즈                    | 최우수 아트 디렉션                                    | 후보      | [ 92 ]          |
| 2024 | 티타늄 어워즈                    | 최우수 사운드 디렉션                                  | 후보      | [ 92 ]          |
| 2024 | 더 게임 어워즈 2024              | 올해의 게임                                           | 수상      | [ 93 ]          |
| 2024 | 더 게임 어워즈 2024              | 최우수 게임 디렉션                                    | 수상      | [ 93 ]          |
| 2024 | 더 게임 어워즈 2024              | 최우수 아트 디렉션                                    | 후보      | [ 93 ]          |
| 2024 | 더 게임 어워즈 2024              | 최우수 스코어 및 음악                                 | 후보      | [ 93 ]          |
| 2024 | 더 게임 어워즈 2024              | 최우수 오디오 디자인                                  | 후보      | [ 93 ]          |
| 2024 | 더 게임 어워즈 2024              | 최우수 액션/어드벤처 게임                             | 수상      | [ 93 ]          |
| 2024 | 더 게임 어워즈 2024              | 최우수 가족 게임                                      | 수상      | [ 93 ]          |
| 2025 | 뉴욕 게임 어워즈                 | 올해의 최우수 게임                                    | 수상      | [ 94 ]          |
| 2025 | 뉴욕 게임 어워즈                 | 최우수 월드                                           | 후보      | [ 94 ]          |
| 2025 | 뉴욕 게임 어워즈                 | 게임 내 최우수 음악                                   | 수상      | [ 94 ]          |
| 2025 | 뉴욕 게임 어워즈                 | 최우수 아동 게임                                      | 수상      | [ 94 ]          |
| 2025 | 제28회 D.I.C.E. 어워즈           | 올해의 게임                                           | 수상      | [ 95 ] [ 96 ]   |
| 2025 | 제28회 D.I.C.E. 어워즈           | 올해의 가족 게임                                      | 수상      | [ 95 ] [ 96 ]   |
| 2025 | 제28회 D.I.C.E. 어워즈           | 게임 디자인의 뛰어난 성과                             | 수상      | [ 95 ] [ 96 ]   |
| 2025 | 제28회 D.I.C.E. 어워즈           | 애니메이션의 뛰어난 성과                              | 수상      | [ 95 ] [ 96 ]   |
| 2025 | 제28회 D.I.C.E. 어워즈           | 오리지널 음악 작곡의 뛰어난 성과                      | 후보      | [ 95 ] [ 96 ]   |
| 2025 | 제28회 D.I.C.E. 어워즈           | 기술적 뛰어난 성과                                    | 수상      | [ 95 ] [ 96 ]   |
| 2025 | 패미통 전격 게임 어워드 2024     | MVC (최우수 게임 개발자/스튜디오) ("팀 아소비")       | 후보      | [ 97 ]          |
| 2025 | 패미통 전격 게임 어워드 2024     | 액션                                                  | 수상      | [ 97 ]          |
| 2025 | 패미통 전격 게임 어워드 2024     | 캐릭터 ("아스트로")                                   | 후보      | [ 97 ]          |
| 2025 | 게임 오디오 네트워크 길드 어워즈 | 올해의 오디오                                         | 수상      | [ 98 ]          |
| 2025 | 게임 오디오 네트워크 길드 어워즈 | 최우수 게임 음악 커버 ("봇 오브 워" - 케네스 C.M. 영) | 후보      | [ 98 ]          |
| 2025 | 게임 오디오 네트워크 길드 어워즈 | 최우수 게임 트레일러 오디오                           | 후보      | [ 98 ]          |
| 2025 | 게임 오디오 네트워크 길드 어워즈 | 최우수 UI, 보상 또는 목표 사운드 디자인               | 수상      | [ 98 ]          |
| 2025 | 게임 오디오 네트워크 길드 어워즈 | 음악 부문 창의적 및 기술적 성과                       | 후보      | [ 98 ]          |
| 2025 | 게임 오디오 네트워크 길드 어워즈 | 사운드 디자인 부문 창의적 및 기술적 성과              | 후보      | [ 98 ]          |
| 2025 | 게임 오디오 네트워크 길드 어워즈 | 올해의 사운드 디자인                                  | 후보      | [ 98 ]          |
| 2025 | 게임 디벨로퍼스 초이스 어워드    | 최우수 오디오                                         | 수상      | [ 99 ]          |
| 2025 | 게임 디벨로퍼스 초이스 어워드    | 최우수 디자인                                         | 후보      | [ 99 ]          |
| 2025 | 게임 디벨로퍼스 초이스 어워드    | 혁신상                                                | 후보      | [ 99 ]          |
| 2025 | 게임 디벨로퍼스 초이스 어워드    | 최우수 기술                                           | 수상      | [ 99 ]          |
| 2025 | 게임 디벨로퍼스 초이스 어워드    | 최우수 시각 예술                                      | 후보      | [ 99 ]          |
| 2025 | 게임 디벨로퍼스 초이스 어워드    | 사회적 영향상                                         | 후보      | [ 99 ]          |
| 2025 | 게임 디벨로퍼스 초이스 어워드    | 올해의 게임                                           | 후보      | [ 99 ]          |
| 2025 | NAVGTR 어워즈 2024               | 게임 엔진 카메라 디렉션                               | 수상      | [ 100 ]         |
| 2025 | NAVGTR 어워즈 2024               | 컨트롤 디자인, 3D                                     | 수상      | [ 100 ]         |
| 2025 | NAVGTR 어워즈 2024               | 컨트롤 정밀도                                         | 수상      | [ 100 ]         |
| 2025 | NAVGTR 어워즈 2024               | 게임, 프랜차이즈 패밀리                               | 수상      | [ 100 ]         |
| 2025 | NAVGTR 어워즈 2024               | 그래픽, 기술                                          | 수상      | [ 100 ]         |
| 2025 | 제21회 영국 아카데미 게임상      | 최우수 게임                                           | 수상      | [ 101 ] [ 102 ] |
| 2025 | 제21회 영국 아카데미 게임상      | 애니메이션                                            | 수상      | [ 101 ] [ 102 ] |
| 2025 | 제21회 영국 아카데미 게임상      | 예술적 성과                                           | 후보      | [ 101 ] [ 102 ] |
| 2025 | 제21회 영국 아카데미 게임상      | 오디오 성과                                           | 수상      | [ 101 ] [ 102 ] |
| 2025 | 제21회 영국 아카데미 게임상      | 가족                                                  | 수상      | [ 101 ] [ 102 ] |
| 2025 | 제21회 영국 아카데미 게임상      | 게임 디자인                                           | 수상      | [ 101 ] [ 102 ] |
| 2025 | 제21회 영국 아카데미 게임상      | 음악                                                  | 후보      | [ 101 ] [ 102 ] |
| 2025 | 제21회 영국 아카데미 게임상      | 기술적 성과                                           | 후보      | [ 101 ] [ 102 ] |
| 2025 | GEM 어워즈                       | 2024년 올해의 GEM                                     | 4th place | [ 103 ] [ 104 ] |
| 2025 | GEM 어워즈                       | 최우수 아트 디렉션                                    | 후보      | [ 103 ] [ 104 ] |
| 2025 | GEM 어워즈                       | 최우수 사운드트랙                                     | 후보      | [ 103 ] [ 104 ] |
| 2025 | GEM 어워즈                       | 모든 관객을 위한 최우수 게임                          | 수상      | [ 103 ] [ 104 ] |
| 2025 | GEM 어워즈                       | 최우수 플랫폼 게임                                    | 수상      | [ 103 ] [ 104 ] |
| 2025 | GEM 어워즈                       | 최우수 독점 게임 (콘솔)                               | 수상      | [ 103 ] [ 104 ] |
| 2025 | GEM 어워즈                       | 최우수 주연 배우                                      | 후보      | [ 103 ] [ 104 ] |
| 2025 | Develop:Star 어워즈              | 최우수 게임                                           | 미정      | [ 105 ]         |
| 2025 | Develop:Star 어워즈              | 최우수 오디오                                         | 미정      | [ 105 ]         |
| 2025 | Develop:Star 어워즈              | 최우수 게임 디자인                                    | 미정      | [ 105 ]         |
| 2025 | Develop:Star 어워즈              | 최우수 기술 혁신                                      | 미정      | [ 105 ]         |
| 2025 | Develop:Star 어워즈              | 최우수 스튜디오 (팀 아소비)                           | 미정      | [ 105 ]         |

### 내용주
1. ↑  영어: Astro Bot, 일본어: アストロボット
2. ↑  갓 오브 워 프랜차이즈는 플레이스테이션 2에서 시작되었지만, 아스트로 봇에서 표현된 시대는 플레이스테이션 4와 플레이스테이션 5 콘솔과 더 밀접하게 연관된 북유럽 시대이다.
3. ↑  “가차(Gacha)”라는 단어의 스타일화된 표현
4. ↑  4개의 추가 비하인드 스토리 비디오가 나중에 출시되었다.
5. ↑  물리적 스탠다드 에디션은 디지털 스탠다드 에디션의 모든 예약 구매 보상과 함께 포스터를 포함한다.
6. ↑  니드 포 스피드 모바일과 공동 수상.

### 참조주
1. 1 2  Turi, Tim (2024년 6월 12일). “Astro Bot hands-on report”. 《PlayStation Blog》. 2024년 7월 28일에 원본 문서에서 보존된 문서. 2024년 7월 28일에 확인함.
2. 1 2 3 4  Doucet, Nicolas (2024년 6월 6일). “Astro Bot pre-order begins June 7, features PaRappa Lovestruck Lyricist outfit and more”. 《PlayStation Blog》. 2024년 8월 4일에 원본 문서에서 보존된 문서. 2024년 8월 3일에 확인함.
3. ↑  Smith, Rebecca (2024년 8월 29일). “Astro Bot Speed Run Stages Return as Post-Launch DLC”. 《PlayStation Lifestyle》. 2024년 8월 29일에 원본 문서에서 보존된 문서. 2024년 8월 29일에 확인함.
4. ↑  Ravi, Sinha (2024년 6월 12일). “Astro Bot Has 3 Difficulty Levels, Hard Stages Revealed”. 《Gaming Bolt》 (영어). 2024년 7월 27일에 원본 문서에서 보존된 문서. 2024년 7월 26일에 확인함.
5. ↑  updated, Iain WilsonContributions from Grace Dean last (2024년 9월 5일). “How to find all Astro Bot collectibles, including Bots, Puzzle Pieces, and Warps”. 《gamesradar》 (영어). 2025년 1월 23일에 원본 문서에서 보존된 문서. 2024년 12월 31일에 확인함.
6. ↑  Donlan, Christian (2024년 9월 5일). “Astro Bot review - a wildly generous delight”. 《Eurogamer.net》 (영어). 2025년 1월 23일에 원본 문서에서 보존된 문서. 2024년 12월 31일에 확인함.
7. ↑  《Astro Bot - Every DLC Bot Added Since Launch - IGN》 (영어). 2024년 12월 25일. 2024년 12월 31일에 확인함 – www.ign.com 경유.
8. ↑  Ravi, Sinha (2024년 6월 3일). “Astro Bot Has Over 300 Bots to Rescue; No Multiplayer or In-Game Purchases”. 《Gaming Bolt》 (영어). 2024년 7월 27일에 원본 문서에서 보존된 문서. 2024년 7월 26일에 확인함.
9. ↑  Blake, Vikki (2024년 6월 2일). “Astro Bot will feature "over 150 iconic" PlayStation-inspired cameos”. 《Eurogamer》 (영어). 2024년 7월 28일에 원본 문서에서 보존된 문서. 2024년 6월 6일에 확인함.
10. ↑  Valentine, Rebekah (2024년 6월 12일). “Astro Bot Will Get Free Post-Launch DLC”. 《PlayStation Blog》 (영어). 2024년 7월 27일에 원본 문서에서 보존된 문서. 2024년 7월 24일에 확인함.
11. 1 2 3  Tailby, Stephen (2024년 6월 17일). “Interview: The Making of Astro Bot, the PS5's Next Great Exclusive”. 《PushSquare》. 2024년 8월 4일에 원본 문서에서 보존된 문서. 2024년 8월 3일에 확인함.
12. ↑  F.L, Julián (2024년 11월 15일). “Astro Bot adds more third-party characters to its credits - will they appear in future DLC levels?”. 《Destructoid》 (미국 영어). 2025년 1월 23일에 확인함.
13. 1 2 3  Doucet, Nicolas (2024년 8월 30일). “Meet Astro Bot's new monkey friend and go behind-the-scenes with Team Asobi”. 《PlayStation Blog》. 2024년 9월 1일에 원본 문서에서 보존된 문서. 2024년 9월 1일에 확인함.
14. ↑  Doucet, Nicolas (2024년 5월 30일). “Astro Bot arrives on PS5 September 6”. 《PlayStation Blog》 (영어). 2024년 7월 27일에 원본 문서에서 보존된 문서. 2024년 6월 9일에 확인함.
15. ↑  Robertson, Andy (2024년 8월 8일). “'Astro Bot' Ups The Challenge But Stays Approachable For Families”. 《Forbes》. 2024년 8월 9일에 원본 문서에서 보존된 문서. 2024년 8월 8일에 확인함.
16. 1 2 3 4 5  Dring, Christopher (2024년 6월 17일). “Inside the making of Astro Bot”. 《GamesIndustry》 (영어). 2024년 7월 27일에 원본 문서에서 보존된 문서. 2024년 7월 24일에 확인함.
17. 1 2 3  Minotti, Mike (2024년 6월 13일). “How Astro Bot went from tech demo to PlayStation superstar”. 《VentureBeat》 (영어). 2024년 7월 27일에 원본 문서에서 보존된 문서. 2024년 7월 26일에 확인함.
18. 1 2 3  Robinson, Andy (2024년 6월 12일). “Astro Bot: How Team Asobi has turned Playroom into a galaxy-sized sequel”. 《Video Games Chronicle》 (영어). 2024년 7월 27일에 원본 문서에서 보존된 문서. 2024년 7월 26일에 확인함.
19. ↑  Romano, Nick (2024년 5월 30일). “First full-fledged Astro Bot game blasts into the PlayStation multiverse (exclusive)”. 《Entertainment Weekly》 (영어). 2024년 7월 28일에 원본 문서에서 보존된 문서. 2024년 7월 26일에 확인함.
20. ↑  Serin, Kaan (2024년 7월 13일). “Astro Bot almost went open-world, but opted for 80 planets instead because that led to "the most control over the game's variety".”. 《GamesRadar+》 (영어). 2024년 7월 27일에 원본 문서에서 보존된 문서. 2024년 7월 24일에 확인함.
21. 1 2  Corey, Brotherson (2024년 8월 26일). “The evolution of Astro Bot's adorable character design”. 《PlayStation Blog》. 2024년 8월 29일에 원본 문서에서 보존된 문서. 2024년 8월 29일에 확인함.
22. ↑  van de Velde, Aernout (2024년 7월 16일). “PS5 Astro Bot is Around 12 to 15 Hours and Will Feature an Overhauled Game Engine”. 《Wccftech》. 2024년 8월 29일에 원본 문서에서 보존된 문서. 2024년 8월 29일에 확인함.
23. ↑  Higton, Ian (2024년 5월 31일). “It's hard to stay excited about the PlayStation VR2 if even Astro Bot won't wear one”. 《Eurogamer》 (영어). 2024년 7월 28일에 원본 문서에서 보존된 문서. 2024년 6월 9일에 확인함.
24. ↑  Tailby, Stephen (2024년 6월 12일). “PS5's Astro Bot Doesn't Support PSVR2 Because It Was Never Designed to Do So”. 《Push Square》. 2024년 8월 1일에 원본 문서에서 보존된 문서. 2024년 7월 31일에 확인함.
25. ↑  Nightingale, Ed (2024년 8월 28일). “"No chance" of Astro Bot coming to PS VR2, says creative director”. 《Eurogamer》. 2024년 8월 28일에 원본 문서에서 보존된 문서. 2024년 8월 28일에 확인함.
26. ↑  Denzel, TJ (2024년 8월 28일). “Astro Bot's director wants PC port hopefuls to speak up & let PlayStation know”. 《Shacknews》. 2024년 8월 28일에 원본 문서에서 보존된 문서. 2024년 8월 28일에 확인함.
27. ↑  “Astro Bot – All Cameo Bots And Secret Characters List”. 《GameSpot》 (미국 영어). 2024년 9월 22일에 확인함.
28. ↑  Taliby, Stephen (2024년 5월 31일). “Astro's Playroom Composer Kenny Young Returns for More Catchy Tunes in Astro Bot”. 《Push Square》 (영어). 2024년 7월 28일에 원본 문서에서 보존된 문서. 2024년 7월 25일에 확인함.
29. ↑  “Astro Bot's 87-song soundtrack is now available on streaming platforms”. 《VGC》 (미국 영어). 2024년 10월 5일. 2024년 12월 21일에 확인함.
30. ↑  says, WhichWord (2024년 10월 14일). “‘Following the GPU song was terrifying’: Behind Astro Bot’s unforgettable soundtrack”. 《VGC》 (미국 영어). 2025년 6월 5일에 확인함.
31. ↑  says, WhichWord (2024년 10월 14일). “'Following the GPU song was terrifying': Behind Astro Bot's unforgettable soundtrack”. 《VGC》 (미국 영어). 2025년 3월 6일에 확인함.
32. ↑  McAllister, Gillen (2024년 5월 30일). “Everything revealed in the May 2024 State of Play”. 《PlayStation Blog》 (영어). 2024년 7월 27일에 원본 문서에서 보존된 문서. 2024년 6월 14일에 확인함.
33. ↑  Lyles, Taylor (2024년 5월 30일). “New Astro Bot Game Revealed – State of Play 2024”. 《IGN》 (영어). 2024년 7월 27일에 원본 문서에서 보존된 문서. 2024년 6월 4일에 확인함.
34. ↑  “The 400th edition of Edge features ten unique Astro Bot cover designs”. 《GamesRadar+》 (영어). 2024년 7월 11일. 2024년 7월 27일에 원본 문서에서 보존된 문서. 2024년 7월 24일에 확인함.
35. ↑  Meija, Ozzie (2024년 7월 20일). “How Astro Bot gave us an unexpected EVO 2024 challenge”. 《Shacknews》 (영어). 2024년 7월 27일에 원본 문서에서 보존된 문서. 2024년 7월 26일에 확인함.
36. ↑  Romano, Sal (2024년 7월 15일). “Sony Interactive Entertainment announces ChinaJoy 2024 lineup”. 《Gematsu》. 2024년 7월 27일에 원본 문서에서 보존된 문서. 2024년 7월 27일에 확인함.
37. ↑  Barker, Sammy (2024년 7월 28일). “Astro Bot Continues Its Quest for PS5 Game of the Year with Sublime Gameplay Demo”. 《Push Square》. 2024년 7월 28일에 원본 문서에서 보존된 문서. 2024년 7월 28일에 확인함.
38. ↑  Madsen, Hayes (2024년 8월 30일). “PAX West Kicks Off Today, Here's What to Expect”. 《CGM》. 2024년 9월 1일에 원본 문서에서 보존된 문서. 2024년 9월 1일에 확인함.
39. ↑  Coulson, Josh (2024년 8월 23일). “There Will Be An Astro's Playroom Gacha Machine Full Of T-Shirts At Tokyo Game Show”. 《The Gamer》. 2024년 8월 28일에 원본 문서에서 보존된 문서. 2024년 8월 28일에 확인함.
40. ↑  Doucet, Nicolas (2024년 7월 29일). “First Look: Astro Bot Limited Edition DualSense Wireless Controller”. 《PlayStation Blog》. 2024년 7월 29일에 원본 문서에서 보존된 문서. 2024년 7월 29일에 확인함.
41. ↑  Ruiz, Michael (2025년 2월 27일). “Upcoming PS5 Bundle's Price and Details Leaked”. 《PlayStation LifeStyle》 (미국 영어). 2025년 3월 4일에 확인함.
42. 1 2  Cripe, Michael (2024년 6월 7일). “Astro's Playroom Gets Surprise Update Ahead of Astro Bot's Release”. 《IGN》 (영어). 2024년 7월 27일에 원본 문서에서 보존된 문서. 2024년 6월 14일에 확인함.
43. ↑  Givens, Billy (2024년 7월 8일). “How To Find The Brand New Returnal Bot In Astro's Playroom”. 《Kotaku》 (영어). 2024년 7월 27일에 원본 문서에서 보존된 문서. 2024년 7월 10일에 확인함.
44. ↑  Khan, Zarmena (2024년 8월 2일). “Astro's Playroom Update Adds Special Bot 3, Here's How to Unlock It”. 《PlayStation Lifestyle》. 2024년 8월 2일에 원본 문서에서 보존된 문서. 2024년 8월 2일에 확인함.
45. ↑  Brady, Lee (2024년 8월 30일). “Astro's Playroom's new Ape Escape trophy — here's how to unlock it”. 《TrueTrophies》. 2024년 9월 1일에 원본 문서에서 보존된 문서. 2024년 8월 30일에 확인함.
46. ↑  Doucet, Nicolas (2024년 7월 8일). “Astro's Playroom second update is now available, hiding a new Special Bot in-game”. 《PlayStation Blog》 (영어). 2024년 7월 27일에 원본 문서에서 보존된 문서. 2024년 7월 24일에 확인함.
47. ↑  Grixti, Shannon (2024년 9월 24일). “Astro Bot's First Free DLC Has Been Revealed With A Bunch Of Online Speedrun Levels And New Special Bots”. 《Press Start》 (영어). 2024년 9월 24일에 확인함.
48. ↑  Diaz, Ana (2024년 12월 11일). “Astro Bot is getting a free holiday-themed level tomorrow”. 《Polygon》 (미국 영어). 2024년 12월 13일에 확인함.
49. ↑  Bowen, Tom (2024년 12월 14일). “Astro Bot: Winter Wonder Walkthrough (All Bots, Outfits, and Dual Speeder Skins)”. 《Game Rant》 (영어). 2024년 12월 16일에 원본 문서에서 보존된 문서. 2024년 12월 16일에 확인함.
50. ↑  “Astro Bot: five new levels and Special Bots begin rolling out today”. 《PlayStation.Blog》 (미국 영어). 2025년 2월 13일. 2025년 2월 13일에 확인함.
51. ↑  Roth, Emma (2025년 2월 13일). “Astro Bot is getting five new levels — and the first one drops today.”. 《The Verge》 (미국 영어). 2025년 2월 13일에 확인함.
52. ↑  Coulson, Josh (2025년 2월 13일). “Astro Bot Is Getting Five Free "Harder" Levels And A PS5 Pro Update”. 《TheGamer》 (영어). 2025년 2월 13일에 확인함.
53. ↑  Tailby, Stephen (2025년 3월 13일). “Collect One Last Special Bot in Astro Bot's Final Free DLC Level, Available Now on PS5”. 《Push Square》. 2025년 3월 18일에 확인함.
54. ↑  Coulson, Josh (2024년 6월 4일). “Astro Bot Is Getting 5 More Challenge Levels Later This Month”. 《TheGamer》. 2024년 6월 4일에 확인함.
55. ↑  “Astro Bot: five new Vicious Void Galaxy levels, Special Bots launch this July”. 《PlayStation.Blog》 (미국 영어). 2025년 6월 4일. 2025년 6월 4일에 확인함.
56. 1 2  “Astro Bot (PlayStation 5 Critic Reviews)”. 《메타크리틱》. 2024년 9월 13일에 확인함.
57. 1 2  “Astro Bot Reviews”. 《오픈크리틱》. 2024년 9월 5일. 2024년 9월 13일에 확인함.
58. ↑  Carter, Chris (2024년 9월 5일). “Review: Astro Bot (2024)”. 《디스트럭토이드》. 2024년 9월 5일에 확인함.
59. ↑  “Astro Bot”. 《에지》. 403호. December 2024. 92–94쪽.
60. 1 2  Donlan, Christian (2024년 9월 5일). “Astro Bot review — a wildly generous delight”. 《유로게이머》. 2024년 9월 5일에 확인함.
61. 1 2  Romano, Sal (2024년 9월 18일). “Famitsu Review Scores: Issue 1866”. 《Gematsu》. 2025년 5월 20일에 확인함.
62. ↑  Stewart, Marcus (2024년 9월 6일). “Astro Bot Review - A Smile-Inducing Masterpiece”. 《Game Informer》 (영어). 2025년 4월 1일에 확인함.
63. 1 2  Delaney, Mark (2024년 9월 5일). “Astro Bot Review — Fly Me To The Moon”. 《게임스팟》. 2024년 9월 5일에 확인함.
64. ↑  Cabral, Matt (2024년 9월 5일). “Astro Bot review: "Soars above and beyond to serve up a near-perfect platformer"”. 《GamesRadar+》 (영어). 2024년 9월 8일에 확인함.
65. 1 2  Cardy, Simon (2024년 9월 5일). “Astro Bot Review”. 《IGN》. 2024년 9월 5일에 확인함.
66. ↑  Tailby, Stephen (2024년 9월 5일). “Astro Bot Review (PS5)”. 《Push Square》. 2024년 9월 5일에 확인함.
67. ↑  MacDonald, Keza (2024년 9월 5일). “Astro Bot review — glittering ideas make Team Asobi's 3D platformer a gem”. 《가디언》. 2024년 9월 5일에 확인함.
68. ↑  Orry, Tom (2024년 9월 5일). “Astro Bot review”. 《VG247》. 2024년 9월 5일에 확인함.
69. ↑  “Best Games This Year”. 《메타크리틱》. 2024년 12월 31일에 원본 문서에서 보존된 문서. 2024년 9월 8일에 확인함.
70. ↑  “Best Games of 2024”. 《오픈크리틱》. 2024년 12월 31일에 원본 문서에서 보존된 문서. 2024년 9월 8일에 확인함.
71. ↑  Parrish, Ash (2024년 9월 7일). “Astro Bot is the game you buy a PS5 for”. 《The Verge》 (영어). 2024년 9월 9일에 확인함.
72. ↑  Majumdar, Rahul (2024년 5월 30일). “Astro Bot Gameplay Shows PS5 Mascot's Stand-Alone Mario Galaxy-Styled Adventure”. 《Men's Journal | Video Games》 (영어). 2024년 9월 9일에 확인함.
73. ↑  Cruz, Christopher (2024년 9월 5일). “PlayStation's 'Astro Bot' Beats Mario at His Own Game”. 《Rolling Stone》. 2024년 9월 9일에 확인함.
74. 1 2  Bailey, Dustin (2024년 9월 5일). “The first Astro Bot impressions suggest that PlayStation finally has a game that can challenge Mario's platforming crown”. 《gamesradar》 (영어). 2024년 9월 9일에 확인함.
75. ↑  Perry, Alex (2024년 9월 5일). “AstroBot review: The most 'Super Mario Galaxy' game that isn't actually 'Super Mario Galaxy'”. 《Mashable》 (영어). 2024년 9월 9일에 확인함.
76. ↑  Mastromarino, James Perkins; Bridges, Corey; Walden, Allen (2024년 9월 5일). “'Astro Bot' and the best games of September so far, reviewed”. 《WBUR》 (영어). 2024년 9월 9일에 확인함.
77. ↑  Orry, Tom (2024년 9월 5일). “Astro Bot review”. 《VG247》 (영어). 2024년 9월 9일에 확인함.
78. ↑  Carpenter, Nicole (2024년 9월 10일). “Astro Bot is a reminder that 'good artists copy, great artists steal'”. 《Polygon》. 2024년 9월 13일에 확인함.
79. ↑  Lane, Gavin (2024년 9월 10일). “Does Astro Bot's Super Mario 'Inspiration' Cross A Line? Fans Seem Divided”. 《Nintendo Life》. 2024년 9월 13일에 확인함.
80. ↑  Cotts, Josh (2024년 9월 8일). “Astro Bot Proves Nintendo's Impact on the Industry”. 《Game Rant》 (영어). 2024년 9월 13일에 확인함.
81. ↑  Serin, Kaan (2024년 9월 12일). “After arguing against super long games, Super Smash Bros' creator Masahiro Sakurai praises the "great" Astro Bot because it "doesn't take that much time"”. 《Gamesradar》 (영어). 2024년 9월 13일에 확인함.
82. ↑  Reynolds, Ollie (2024년 9월 12일). “Random: Sakurai And Team Asobi Exchange Pleasantries Over Astro Bot”. 《Nintendo Life》. 2024년 9월 13일에 확인함.
83. ↑  “Astro Bot is Selling Very Well”. 2024년 9월 16일. 2024년 9월 29일에 확인함.
84. ↑  “Famitsu Sales: 9/2/24 – 9/8/24 [Update]”. 《Gematsu》 (미국 영어). 2024년 9월 12일. 2024년 10월 4일에 확인함.
85. ↑  Romano, Sal (2024년 10월 3일). “Famitsu Sales: 9/23/24 – 9/29/24 [Update]”. 《Gematsu》. 2024년 11월 22일에 확인함.
86. ↑  “ASTRO BOT sales top 1.5 million”. 《Gematsu》 (미국 영어). 2024년 11월 8일. 2024년 11월 8일에 확인함.
87. ↑  Analytics, Alinea (2025년 3월 21일). “Astro Bot has now sold more than 2.3 million copies”. 《alineaanalytics.com》 (미국 영어). 2025년 5월 28일에 확인함.
88. ↑  Bhatnagar, Viraaj (2025년 1월 6일). “Astro Bot Reaches Unbelievable Milestone”. 《Game Rant》. 2025년 3월 9일에 확인함.
89. ↑  Patches, Matt (2024년 10월 7일). “Astro Bot, Final Fantasy 7 Rebirth top Golden Joystick Awards nominees, with key indies close behind”. 《폴리곤》. 2024년 11월 20일에 확인함.
90. ↑  “Ganadores 2024”. 《Equinox Latam Game Awards》 (유럽 스페인어). 2024년 12월 15일에 원본 문서에서 보존된 문서.
91. ↑  Pitão, Maria Eduarda (2024년 11월 29일). “Black Myth: Wukong, Balatro e mais: confira os vencedores do Equinox Latam Game Awards 2024”. 《IGN Brasil》 (브라질 포르투갈어). 2024년 12월 15일에 원본 문서에서 보존된 문서.
92. ↑  Caballero, David (2024년 12월 8일). “Astro Bot chosen as GOTY at the BIG's Titanium Awards”. 《Gamereactor》. 2025년 2월 14일에 확인함.
93. ↑  Moore, Bo (2024년 12월 13일). “The Game Awards 2024 Winners: The Full List”. 《IGN》. 2024년 12월 13일에 확인함.
94. ↑  Sheehan, Gavin (2025년 1월 21일). “New York Game Awards 2025 Winners Announced”. 《블리딩쿨》. 2025년 1월 21일에 확인함.
95. ↑  Bankhurst, Adam (2025년 2월 14일). “DICE Awards 2025 Winners: The Full List”. 《IGN》. 2025년 2월 14일에 확인함.
96. ↑  “28th Annual DICE Awards Results”. 《interactive.org》. 인터랙티브 예술 과학 협회. 2025년 2월 14일에 확인함.
97. ↑  “[Famitsu Dengeki Game Awards 2024] Nominees revealed. 16 categories including Game of the Year. Results will be announced on March 15th.”. 《famitsu.com》. 2025년 3월 3일. 2025년 3월 3일에 확인함.
98. ↑  Coates, Lauren (2025년 3월 20일). “2025 G.A.N.G Awards: 'Star Wars Outlaws,' 'Spider-Man 2' and 'The Outlast Trials' Lead Winners”. 《버라이어티》. 2025년 3월 20일에 확인함.
99. ↑  Patches, Matt (2025년 1월 28일). “The GDC Awards' 2025 Game of the Year winners are rolling in”. 《Polygon》. 2025년 1월 31일에 확인함.
100. ↑  “Metaphor: ReFantazio wins Game of the Year from NAVGTR”. 《NAVGTR》. 2025년 3월 25일. 2025년 3월 25일에 확인함.
101. ↑  Szalai, Georg (2025년 3월 4일). “BAFTA Games Awards: ‘Senua’s Saga: Hellblade II,’ ‘Astro Bot,’ ‘Still Wakes the Deep’ Lead Nominations”. 《더 할리우드 리포터》. 2025년 3월 4일에 원본 문서에서 보존된 문서. 2025년 3월 4일에 확인함.
102. ↑  Szalai, Georg (2025년 4월 8일). “BAFTA Games Awards: 'Astro Bot' Tops Winners”. 《더 할리우드 리포터》. 2025년 4월 8일에 확인함.
103. ↑  Santiago, Angel Moran (2025년 5월 2일). “Black Myth: Wukong triumphs at the first GEM Awards held in Seville, with Astro Bot, Balatro and Silent Hill 2 among other award-winning games.”. 《호비 콘솔라스》. 2025년 5월 16일에 확인함.
104. ↑  “Discover what happened at the most BEAST video game event”. 《GEM》. 2025년 4월 25일. 2025년 5월 16일에 확인함.
105. ↑  “Develop:Star Awards 2025 finalists announced (Indiana Jones and the Great Circle sweeps with six nominations, including Best Game)”. 《Games Industry.biz》. 2025년 5월 15일. 2025년 5월 16일에 확인함.